# Sune Nordenskjöld
Sune Nordenskjöld, född den 27 augusti 1882 i Kristianstad, död där den 26 april 1956, var en svensk militär och lokalhistoriker. Han var son till Otto Nordenskjöld, tvillingbror till Knut Nordenskjöld och far till Dag Nordenskjöld.
Nordenskjöld blev underlöjtnant vid Kronobergs regemente 1903, löjtnant där 1907 och kapten där 1917. Han befordrades till major vid Norra skånska infanteriregementet 1928 och till överstelöjtnant i regementets reserv 1946. Nordenskjöld var mycket intresserad av historia och naturhistoria och var Thorsten Anderssons förste militäre rådgivare på Kristianstads museum. Han utgav skriften Borgarbeväpning i Kristianstad (1955). Nordenskjöld blev riddare av Svärdsorden 1924. Han vilar i en familjegrav på Östra begravningsplatsen i Kristianstad.